# Shangri-La (Titano)
Shangri-La è un'area vasta e scura vicino all'equatore di Titano, il principale satellite naturale di Saturno. Il suo nome deriva da Shangri-La, il paradiso mitico in Tibet, descritto nel romanzo fantastico Orizzonte perduto.
Gli studiosi ritengono che l'area sia un'immensa pianura, di materiale scuro, forse il fondo di un mare ormai asciutto.
La regione è punteggiata da isole chiare di terreno più elevato ed è limitata da vasti altopiani: Xanadu ad est, Adiri ad ovest e Dilmun a nord.

## Esplorazione
La sonda Huygens dell'Agenzia Spaziale Europea è atterrata nella zona occidentale della regione, in prossimità del confine con Adiri.
Inoltre quest'area è stata scelta come destinazione della missione Dragonfly della NASA.